# Pranzac
Pranzac (en francès i occità) és un municipi francès situat al departament del Charente i a la regió de la Nova Aquitània. L'any 2007 tenia 888 habitants.

## Demografia

### Població
El 2007 la població de fet de Pranzac era de 888 persones. Hi havia 367 famílies de les quals 82 eren unipersonals (39 homes vivint sols i 43 dones vivint soles), 162 parelles sense fills, 99 parelles amb fills i 24 famílies monoparentals amb fills.
La població ha evolucionat segons el següent gràfic:
Habitants censats

### Habitatges
El 2007 hi havia 396 habitatges, 373 eren l'habitatge principal de la família, 15 eren segones residències i 9 estaven desocupats. 394 eren cases i 2 eren apartaments. Dels 373 habitatges principals, 317 estaven ocupats pels seus propietaris, 49 estaven llogats i ocupats pels llogaters i 7 estaven cedits a títol gratuït; 1 tenia una cambra, 8 en tenien dues, 46 en tenien tres, 136 en tenien quatre i 182 en tenien cinc o més. 233 habitatges disposaven pel capbaix d'una plaça de pàrquing. A 122 habitatges hi havia un automòbil i a 218 n'hi havia dos o més.

### Piràmide de població
La piràmide de població per edats i sexe el 2009 era:
| Homes | Edats   | Dones |
| ----- | ------- | ----- |
| 0     | 95 o +  | 4     |
| 0     | 90 a 94 | 0     |
| 0     | 85 a 89 | 0     |
| 8     | 80 a 84 | 12    |
| 20    | 75 a 79 | 20    |
| 20    | 70 a 74 | 20    |
| 20    | 65 a 69 | 24    |
| 12    | 60 a 64 | 12    |
| 24    | 55 a 59 | 36    |
| 24    | 50 a 54 | 28    |
| 52    | 45 a 49 | 32    |
| 40    | 40 a 44 | 28    |
| 44    | 35 a 39 | 32    |
| 24    | 30 a 34 | 20    |
| 16    | 25 a 29 | 24    |
| 12    | 20 a 24 | 20    |
| 12    | 15 a 19 | 24    |
| 32    | 10 a 14 | 32    |
| 12    | 5 a 9   | 16    |
| 16    | 0 a 4   | 20    |

## Economia
El 2007 la població en edat de treballar era de 582 persones, 432 eren actives i 150 eren inactives. De les 432 persones actives 410 estaven ocupades (218 homes i 192 dones) i 22 estaven aturades (5 homes i 17 dones). De les 150 persones inactives 70 estaven jubilades, 39 estaven estudiant i 41 estaven classificades com a «altres inactius».

### Ingressos
El 2009 a Pranzac hi havia 377 unitats fiscals que integraven 915,5 persones, la mediana anual d'ingressos fiscals per persona era de 18.169 €.

### Activitats econòmiques
Dels 24 establiments que hi havia el 2007, 2 eren d'empreses extractives, 1 d'una empresa alimentària, 2 d'empreses de fabricació d'altres productes industrials, 6 d'empreses de construcció, 4 d'empreses de comerç i reparació d'automòbils, 2 d'empreses de transport, 1 d'una empresa d'hostatgeria i restauració, 1 d'una empresa d'informació i comunicació, 2 d'empreses de serveis, 1 d'una entitat de l'administració pública i 2 d'empreses classificades com a «altres activitats de serveis».
Dels 8 establiments de servei als particulars que hi havia el 2009, 1 era una oficina de correu, 1 taller de reparació d'automòbils i de material agrícola, 1 paleta, 1 guixaire pintor, 1 fusteria, 1 lampisteria, 1 electricista i 1 perruqueria.
Dels 2 establiments comercials que hi havia el 2009, 1 era una fleca i 1 una carnisseria.
L'any 2000 a Pranzac hi havia 34 explotacions agrícoles que ocupaven un total de 1.092 hectàrees.

## Equipaments sanitaris i escolars
El 2009 hi havia una escola elemental integrada dins d'un grup escolar amb les comunes properes formant una escola dispersa.

## Poblacions més properes
El següent diagrama mostra les poblacions més properes.